# Świątynia Białego Obłoku
Świątynia Białego Obłoku (chin. upr. 白云观, chin. trad. 白雲觀, pinyin Báiyúngùan) – świątynia taoistyczna znajdująca się w Pekinie.

## Historia
Początki świątyni sięgają czasów dynastii Tang. Wybudowana w 739 roku, nosiła wówczas nazwę Tianchang. Wewnątrz znajdował się posąg Laozi. Spłonęła w 1206 roku.
Po zajęciu Chin przez Mongołów odbudowana w 1224 roku z rozkazu Czyngis-chana. Zgodnie z przekazami mistrz Qiu Chuji z rozkazu mongolskiego władcy miał zostać przywódcą wszystkich taoistów w Chinach i rezydować w tej świątyni. Swoją obecną nazwę nosi od czasów dynastii Ming.
Przechodziła trzykrotną przebudowę: w 1706, 1714 i 1886 roku.
Zdewastowana w okresie rewolucji kulturalnej odgrywała rolę koszar. Odrestaurowana, obecnie ponownie pełni funkcje kultowe. Użytkowana przez Chińskie Towarzystwo Taoistyczne, którego jest siedzibą. Obecnie mieszka w niej 30 mnichów. Znajduje się w niej bogata biblioteka pism taoistycznych. 

## Architektura

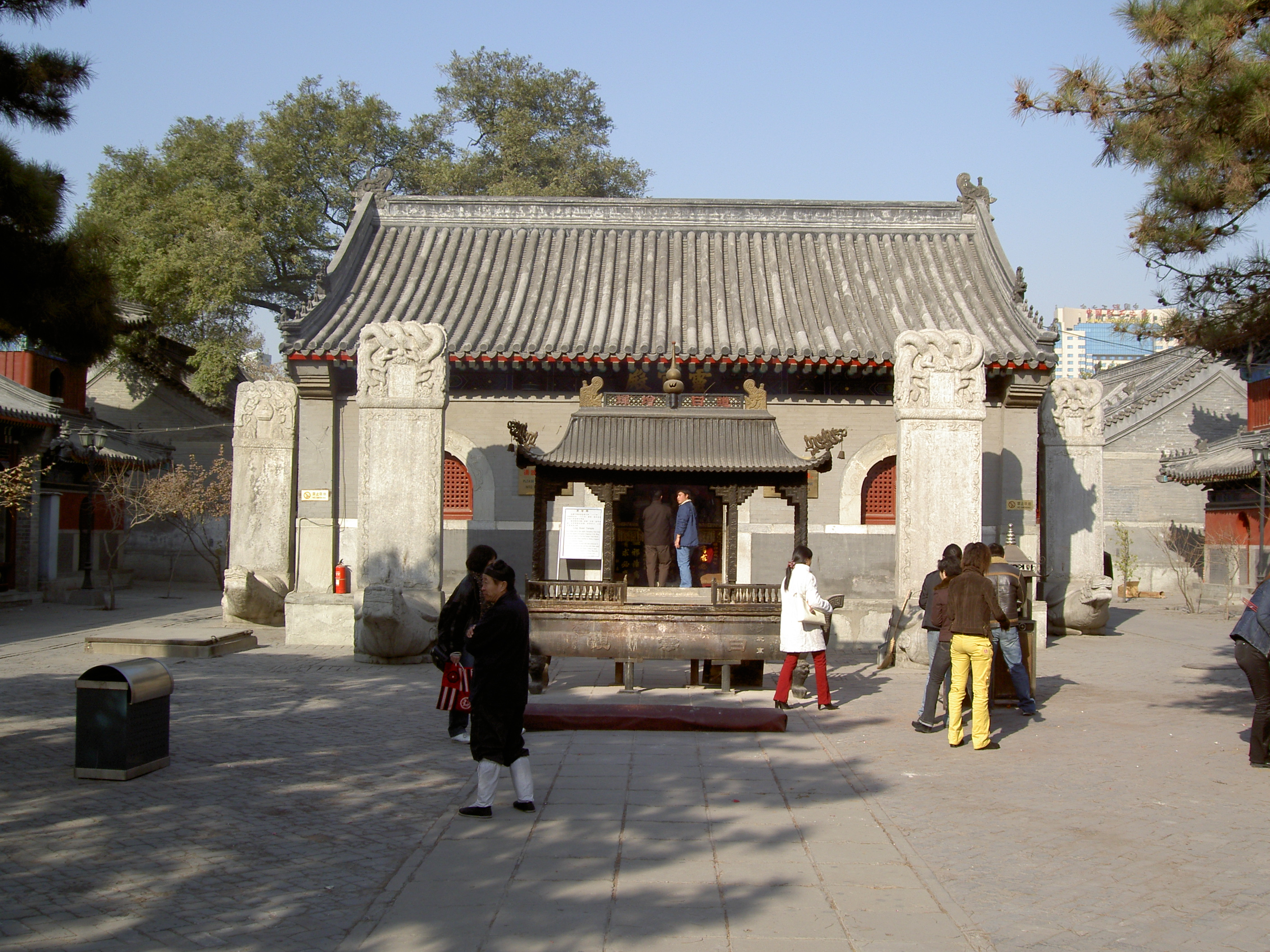
Pawilon Lingguan

Świątynię ulokowano wzdłuż osi północ-południe, z bramami wychodzącymi w kierunku południowym. Zbudowana została na wzór typowej świątyni buddyjskiej. Składa się z trzech położonych równolegle części, w ramach których znajdują się dziedzińce przedzielane bramami i pawilonami kultowymi ze znajdującymi się wewnątrz posągami taoistycznych bóstw, oraz ulokowanego na tyłach ogrodu. W różnych miejscach świątyni znajdują się trzy płaskorzeźby przedstawiające małpy; według legendy znalezienie wszystkich i potarcie ich ręką zapewnia szczęście.
Główne zabudowania (50 budynków) znajdują się w zajmującej powierzchnię 2 hektarów części środkowej. Głowna brama o trzech wejściach, wybudowana w 1443 roku, ozdobiona jest wyobrażeniami chmur, żurawi i ptaków. Za nią znajduje się most Wofeng, który wiedzie do pawilonu Lingguan. Poświęcony jest on bóstwu o tym imieniu; wewnątrz pawilonu znajduje się jego posąg o wysokości 1,2 metra. Dalej znajduje się poświęcony Nefrytowemu Cesarzowi pawilon Yuhuang z 1,8-metrowym posągiem w środku. Towarzyszy mu 6 mniejszych posągów wyobrażających służbę, zaś ściany pawilonu pokryte są malowidłami z okresu Ming i Qing. 
Za pawilonem Yuhuang znajduje się wzniesiony w 1456 roku pawilon Laolü, w którym czczonych jest siedmiu założycieli Szkoły Doskonałego Objawienia (Quanzhen Dao). Następny pawilon, Qiuzu, poświęcony jest założycielowi szkoły Longmen, Qiu Chuji. W pawilonie tym znajduje się wielka drewniana misa, podarowania przez cesarza Yongzhenga. Zgodnie z legendą, gdy mnichom będzie grozić niebezpieczeństwo, mają zanieść ją do pałacu cesarskiego aby uzyskać pomoc.

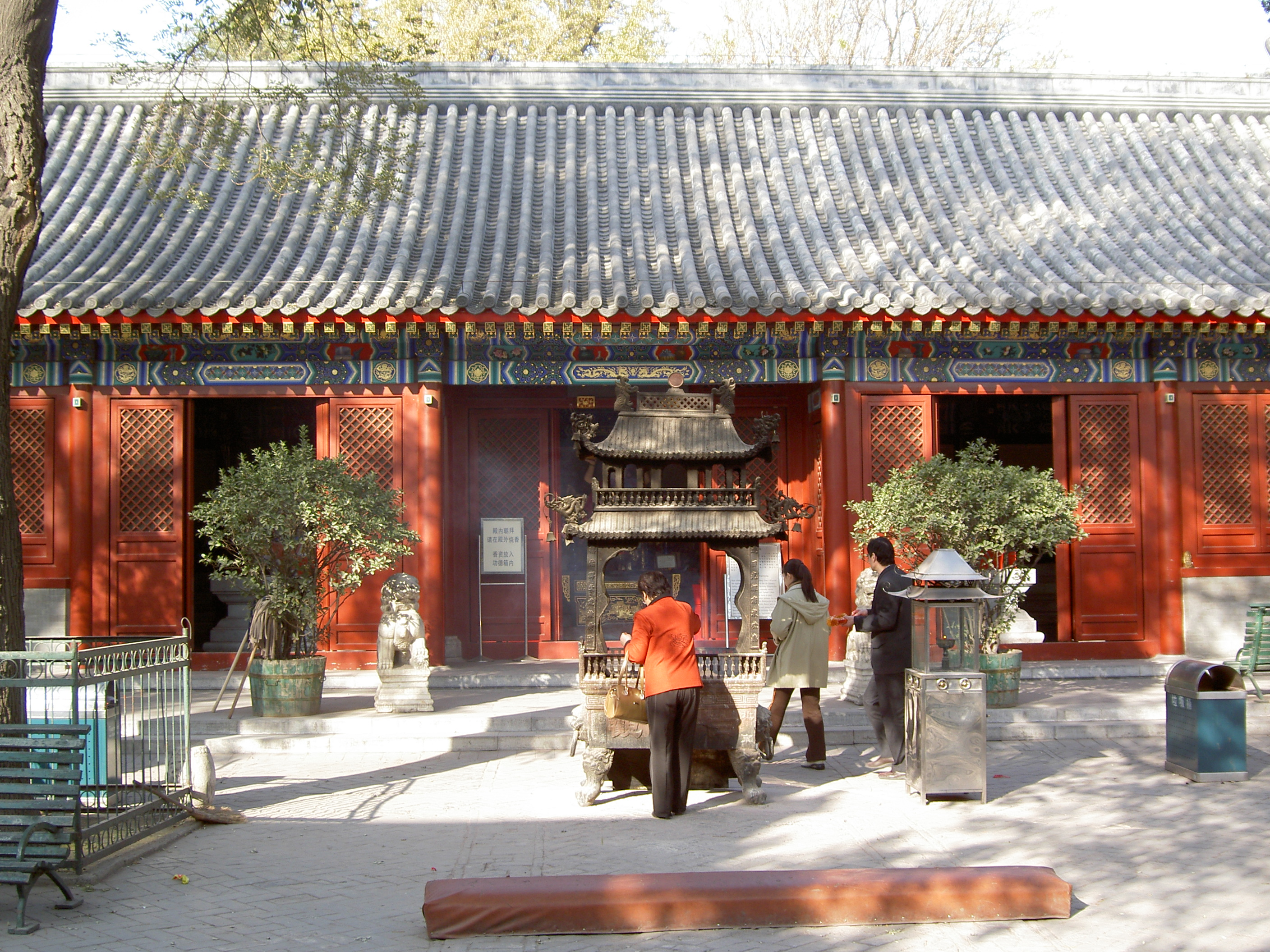
Trójnóg przed pawilonem Sanqing

Ostatnim budynkiem środkowej części świątyni jest pawilon Sanqing. Jako jedyny z pawilon jest on dwupiętrowy. Na pierwszym piętrze oddaje się cześć czterem cesarzowym, zaś na drugim taoistycznej trójcy. Przed pawilonem umieszczony jest wykonany z brązu ogromny trójnóg ofiarowany przez cesarza Jiajinga, ozdobiony wyobrażeniami 43 smoków.
W części zachodniej świątyni znajdują się pawilony Citang, Baxian i Luzu, zaś we wschodniej pawilony Sanxing, Cihang, Zhenwu i Leizu.